# ホンダ・パルディン
パルディン（PALADIN）は、本田技研工業がかつて製造販売していた原動機付自転車である。

## 概要
1976年に発売され人気を博したロードパルの姉妹車として、1978年4月13日に発表され同月14日にパルホリデーと同時に発売されたモデルである。

## 車両解説
直線を基調としたネイキッドスポーツモデルを彷彿とさせるような独特なフレームを持つモデルであるが、個々に分離させたヘッドライト・メーター積算計付スピードメーターなどロードパルと異なる点が多い。
ロードパルでは燃料タンクをリヤキャリア下に設置するため給油の際には荷物を下さなければいけなかったのに対し、本モデルではシート下に設置する。またエンジン始動はクイックスターターと呼ばれる蓄力式である。
- ロードパルの初期モデルでは、毎回ペダルを数回踏みゼンマイを巻いてから左レバーを握り始動させていたが、1977年に発売されたロードパルL以降のモデルからは、腕時計の自動巻き機構に酷似した方式で、後輪が一定距離進むと始動機構のゼンマイが自動的に巻き取られ、再始動はクイックボタンを押しながら後輪ブレーキレバーを引くだけの方式である[2]

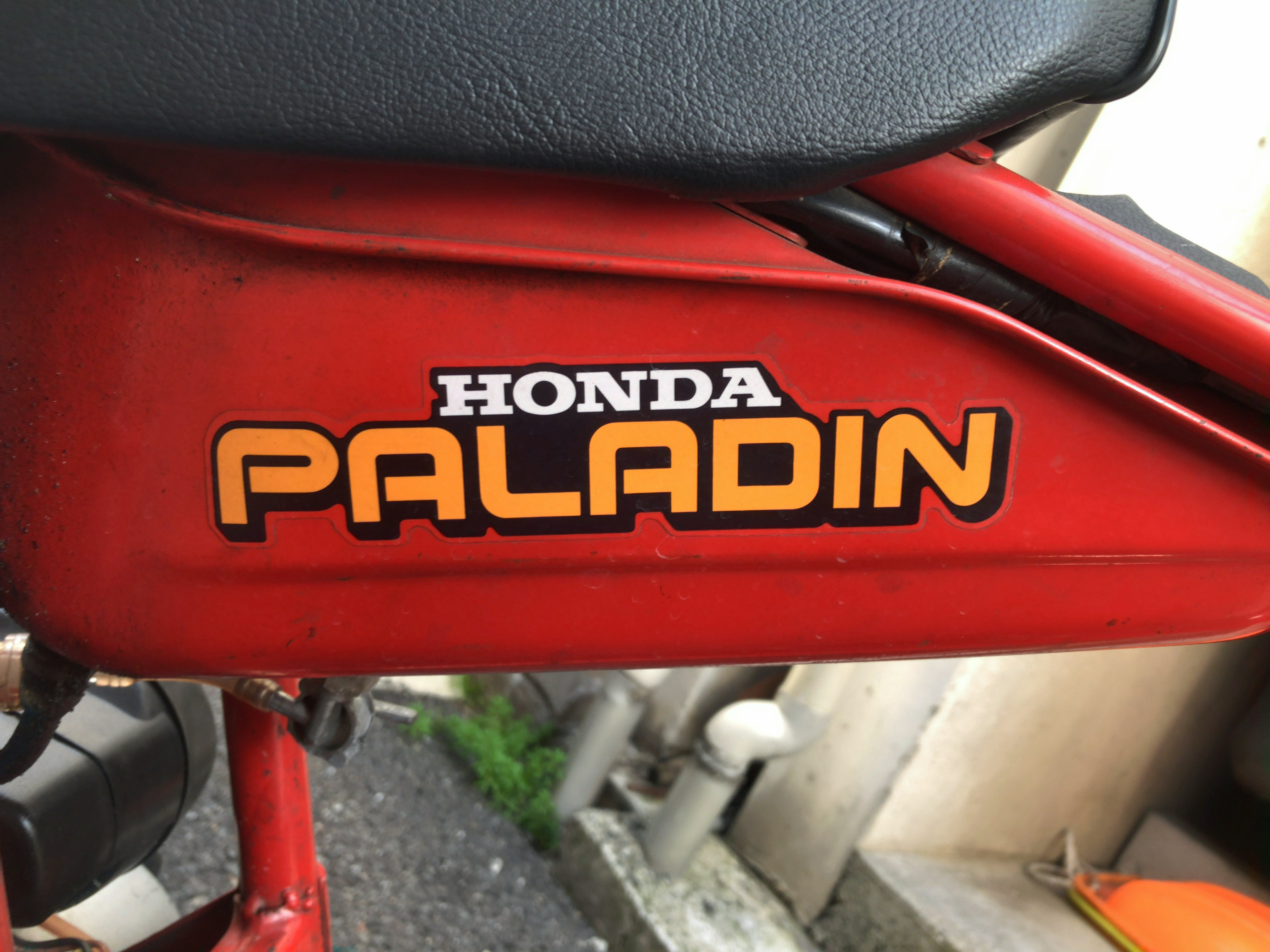
PALADINロゴマーク

英字表記がPALADINのため「パラディン」と呼ばれることもあるが、日本語の正式車名はスペルとは無関係に「パルディン」である。